# Печенгская волость (Архангельская губерния)
Пе́ченгская во́лость (прежнее название Мурманско-Колонистская во́лость) — единица территориально-административного деления сначала Кемского, а позже Кольского уездов Архангельской губернии Российской империи. Существовала в 1866—1868 годах, а затем в период с 1871 года по 1921 год. Волостной центр — село Печенга (она же (Печенегская Губа) (1913), колония Княжуха (ныне территория посёлка Печенга) (1905, в осенне-зимний период — центр Мурманско-колонистской волости).

## Состав
В состав Печенгской волости входили: село Печенга (центр), колонии Баркино, Озерко, Вайда-Губа, Ура-губа, Земляная, Западная Лица и Цып-Наволок, становище Титовка, погосты Чалмозерский, Пазрецкий, Печенгский и другие.

## История
В 1866 году Печенгское сельское общество было преобразовано в Печенгскую волость Кемского уезда Архангельской области. А в 1868 году она вместе с Экостровской и Вороньинской волостями была объединена в недавно созданную Кольско-Лопарскую волость.
Однако, в 1871 году волость была восстановлена под названием Мурманско-Колонистская, а 8 (19) февраля 1883 года вошла в состав шести волостей, переданных вновь созданному Кольскому уезду.
В период с 1918 по 1920 год волость относилась к Александровскому уезду, являвшемуся частью Мурманского края.
К 1920 году Мурманско-Колонистская волость была переименована в Печенгскую, поскольку волостные учреждения были расположены в Печенге.
В начале 1921 года согласно вступившему в силу мирному договору между РСФСР и Финляндией от 14 октября 1920 года, западная часть Печенгской волости и часть Кольско-Лопарской волости были переданы Финляндии. Оставшаяся часть Печенской волости была преобразована в Новозерскую волость (с центром в колонии Озерко) по решению собрания председателей и секретарей сельсоветов от 7 апреля 1921 года.